# Kike Mateo
Enrique Mateo Montoya (Murcia, España, 30 de diciembre de 1979), conocido como Kike Mateo, es un exfutbolista y entrenador español que dirige al Deportivo Murcia F.C. de la Primera Autonómica Murciana. Jugaba de centrocampista.

## Trayectoria

### Como jugador
Debutó con el Pinatar C. F. en 1998 en la Preferente Autonómica de Murcia. Ese mismo año, fichó por el C. D. Bullense de Tercera División y, una temporada después, militó en el Orihuela C. F. En la campaña 2000-01 el R. C. D. Mallorca "B" se hizo con sus servicios y llegó a disputar un partido de la Copa Intertoto con el primer equipo frente al Ceahlăul Piatra. Esa misma temporada fue cedido al C. F. Ciudad de Murcia, donde consiguió un ascenso a la Segunda División B. Posteriormente, regresó al Mallorca "B", donde permaneció una campaña antes de regresar al Orihuela en la 2002-03. En enero de 2003, fichó por el Lorca Deportiva C. F. y cosechó un nuevo ascenso a Segunda División B, además de clasificarse para el play-off de ascenso a Segunda en la temporada 2003-04.
Tras no lograr la promoción de categoría, se marchó a la S. D. Eibar, con quien estuvo a punto de ascender a Primera División en la campaña 2004-05 tras finalizar la competición en 4.º puesto a tres puntos del tercer clasificado. De allí pasó al Hércules C. F., donde jugó durante dos años antes de recalar en el Real Sporting de Gijón en el verano de 2007. Con el Sporting consiguió el ascenso a Primera División en la campaña 2007-08 y logró ser el mayor anotador del equipo con doce tantos.
En la máxima categoría tuvo un menor protagonismo pero, a pesar de ello, logró marcar dos goles en la temporada de su debut: el primero de ellos, frente al Real Madrid C. F. en el estadio Santiago Bernabéu y, el segundo, ante el F. C. Barcelona en el Camp Nou. Continuó en el club rojiblanco hasta el término de la campaña 2009-10, momento en que finalizó su contrato y firmó con el Elche C. F. de Segunda División. Con el equipo ilicitano participó en la promoción de ascenso a Primera en 2011, tras finalizar la Liga en 4.ª posición, aunque fueron eliminados en la última ronda por el Granada C. F.
El 20 de agosto de 2012, llegó a un acuerdo con el Elche para rescindir el año de contrato que le restaba por cumplir, al no entrar en los planes del técnico Fran Escribá. Ese mismo día fichó por el UCAM Murcia C. F. De cara a la temporada 2013-14 comenzó su tercera etapa las filas del Orihuela. El 20 de octubre de 2013 sufrió una rotura del ligamento cruzado anterior de la rodilla que lo mantuvo durante seis meses de baja. Su reaparición tuvo lugar el 4 de mayo de 2014 en un partido frente al Novelda C. F. en el que el Orihuela consiguió clasificarse matemáticamente para disputar la promoción de ascenso a Segunda División B. En ella, el equipo fue derrotado por el Real Betis Balompié "B" en la última eliminatoria. En enero de 2015 abandonó la disciplina del equipo oriolano y fichó por el C. F. Lorca Deportiva, del que se desvinculó el 26 de febrero.

### Como entrenador
El 12 de abril de 2017 fue contratado para dirigir al C. A. P. Ciudad de Murcia en la Tercera División hasta el final de la temporada 2016-17. Aunque el equipo no pudo mantener la categoría, continuó como técnico durante la campaña 2017-18 y consiguió el ascenso a falta de tres jornadas para concluir el campeonato. En la temporada 2018-19 logró la permanencia en Tercera División y el 17 de octubre de 2019 presentó su dimisión.
El 27 de marzo de 2021, firma con el CD Cieza de la Preferente Autonómica Murciana, al que dirige hasta el mes de octubre de 2021.
El 1 de septiembre de 2023, firma con la U.D. Los Garres de la Preferente Autonómica Murciana.Lo dirige durante  la temporada 2023/24 y disputa el Playoff de ascenso a 3 R.E.F.
En la siguiente temporada 2024/25  firma con el Deportivo Murcia F.C. de la Primera Autonómica Murciana.

## Clubes

### Como jugador
| Club                   | País   | Año       |
| ---------------------- | ------ | --------- |
| Pinatar C. F.          | España | 1998-1999 |
| C. D. Bullense         | España | 1998-1999 |
| Orihuela C. F.         | España | 1999-2000 |
| R. C. D. Mallorca "B"  | España | 2000      |
| C. F. Ciudad de Murcia | España | 2000-2001 |
| R. C. D. Mallorca "B"  | España | 2001-2002 |
| Orihuela C. F.         | España | 2002-2003 |
| Lorca Deportiva C. F.  | España | 2003-2004 |
| S. D. Eibar            | España | 2004-2005 |
| Hércules C. F.         | España | 2005-2007 |
| Real Sporting de Gijón | España | 2007-2010 |
| Elche C. F.            | España | 2010-2012 |
| UCAM Murcia C. F.      | España | 2012-2013 |
| Orihuela C. F.         | España | 2013-2015 |
| C. F. Lorca Deportiva  | España | 2015      |

### Como entrenador
| Club                      | País   | Año       |
| ------------------------- | ------ | --------- |
| C. A. P. Ciudad de Murcia | España | 2017-2019 |
| CD Cieza                  | España | 2021      |
| UD Los Garres             | España | 2023-2024 |
| Deportivo Murcia F.C      |        | 2024-     |